# Arrest Nordsee
Het arrest Nordsee is een uitspraak van het Europees Hof van Justitie van 23 maart 1982 (zaak 102/81),
inzake een verzoek van een arbiter om een prejudiciële beslissing.

## Casus en procesverloop
Enkele rederijen zouden in een gezamenlijk bouwprogramma 13 visserijschepen gaan bouwen; de te verlenen subsidie zou worden verdeeld in 13 gelijke delen, om pro rato (per schip) onderling te worden verdeeld.
Er werden slechts 6 subsidieaanvragen gehonoreerd; de andere aanvragen zijn ingetrokken of afgewezen.
Rederij Nordsee eiste zijn aandeel in de verleende subsidie, voor schepen die niet werden gebouwd.
In de overeenkomst was een arbitragebeding opgenomen, zodat een arbiter werd aangewezen.
De arbiter heeft het Hof van Justitie verzocht om een prejudiciële beslissing.

## Rechtsvraag
Is het Hof bevoegd om een prejudiciële beslissing te geven op verzoek van een arbiter? (Neen.)

Is een Duits scheidsgerecht dat niet naar billijkheid, doch volgens de wet heeft te beslissen en welks beslissing tussen de partijen dezelfde werking heeft als een in kracht van gewijsde gegaan rechterlijk vonnis (par 1040 ZPO), krachtens artikel 177, lid 2, EEG-verdrag bevoegd het Hof (...) om een prejudiciële uitspraak te verzoeken?
— arrest, punt 8 (p. 1109)

## Uitspraak Hof
Een arbiter is geen rechterlijke instantie in de zin van artikel 177 EEG-verdrag.

[dictum] Het Hof is niet bevoegd op de door de arbiter gestelde vragen uitspraak te doen.